# 埃雷特里亞
埃雷特里亞（希臘語：Ερέτρια，語意：槳手的城市），是希腊中希臘大區埃维亚专区的市镇，位于埃维亚岛上，面向阿提卡的埃維亞灣畔。市镇面积为168.56平方公里，2021年人口数量为10,652人。
现今范围的市镇设立于2011年地方政府改革中，由原两个市镇（阿马林索斯和埃雷特里亚）合并而成，原市镇则成为此市镇的两个市区。埃雷特里亚市区（即原埃雷特里亚市镇）的面积为58.648平方公里，2021年人口数量为6,567人。
埃雷特里亞在公元前6世紀到公元前5世紀是一個重要的希臘城邦，曾被很多著名作家提及，並涉及很多重要的歷史事件。這個城市於1890年代被重新發掘出來，並於1964年由希臘考古服務團 (11th Ephorate of Antiquities) 及瑞士駐希臘考古學院管理。

## 历史

### 史前时期
埃雷特里亚地区有人类行为的第一个证据是在古希腊卫城和平原地区发现有来自新石器时期（公元前3500--3000）的陶片和石器。但是，并没有发现永久性建筑物，因此无法确定在那个时期存在一个永久定居点。
定居在平原的第一个已知的小村落来自希腊青铜时期（公元前3000-2000）。到目前为止，已经发现了一个粮仓，一些其他的建筑物以及一个陶瓷窑。由于平原被附近的咸水湖淹没，这个小村落在希腊青铜时期的中期（公元前2000--1600）移居到了雅典卫城的顶端。在希腊青铜时期晚期（公元前1600--1100），人口开始减少，在希腊黑暗时期遗址被遗弃。

## 人口数据
| 年份 | 同名城镇 | 同名市区 | 整个市镇 |
| ---- | -------- | -------- | -------- |
| 1981 | 3,711    | -        | -        |
| 1991 | 3,022    | 4,987    | -        |
| 2001 | 3,156    | 5,969    | -        |
| 2011 | 4,166    | 6,330    | 13,053   |
| 2021 | -        | 6,567    | 12,652   |